# ヴェルジャーテ
ヴェルジャーテ（伊: Vergiate）は、イタリア共和国ロンバルディア州ヴァレーゼ県にある、人口約8,600人の基礎自治体（コムーネ）。

## 地理

### 位置・広がり

#### 隣接コムーネ
隣接するコムーネは以下の通り。
- アルサーゴ・セプリオ
- カザーレ・リッタ
- コマッビオ
- ゴラセッカ
- メルカッロ
- モルナーゴ
- セスト・カレンデ
- ソンマ・ロンバルド
- ヴァラーノ・ボルギ

### 地震分類
イタリアの地震リスク階級 (it) では、4 に分類される
。

## 行政

### 分離集落
ヴェルジャーテには、以下の分離集落（フラツィオーネ）がある。
- Cimbro, Corgeno, Cuirone, Sesona